# Opegaster parapristipomatis
Opegaster parapristipomatis är en plattmaskart. Opegaster parapristipomatis ingår i släktet Opegaster och familjen Opecoelidae. Inga underarter finns listade i Catalogue of Life.